# Theridion perkinsi
Theridion perkinsi là một loài nhện trong họ Theridiidae.
Loài này thuộc chi Theridion. Theridion perkinsi được Eugène Simon miêu tả năm 1900.